# Ȝ

Yogh maiúsculo (esquerda), yogh minúsculo (direita).

A letra Ȝ, ȝ (yogh; em inglês médio: yoȝ) era utilizada no inglês médio e pelo escocês médio, representando y (AFI: /j/) e diversos outros fonemas velares (sons feitos quando a parte posterior da língua encosta o palato mole, como o /k/ em "casa", o /g/ em "gota" e o /ng/ (AFI: [ŋ]) em "manga".
Na escrita do inglês médio, o chamado "z com cauda" acabou por se tornar indistinguível do yogh; no scots médio a letra, que representava o som /j/, passou a ser confundida com um z cursivo, e as primeiras impressões no idioma utilizavam o z quando o yogh não estava disponível em suas fontes; consequentemente, algumas palavras do scots têm z no lugar de yogh.
O yogh tem a forma do algarismo árabe três (3), que costuma substituí-lo em obras de referência disponíveis na Internet. Há alguma confusão sobre a letra na literatura especializada, já que o idioma inglês estava longe de ser padronizado na época de seu uso. As letras maiúsculas e minúsculas (Ȝ e ȝ) são representadas no Unicode por U+021C e U+021D respectivamente.